# Affaire Habache
L'affaire Habache est une affaire politique française survenue en janvier et février 1992, qui a remis en cause et affaibli le gouvernement Édith Cresson, mettant en cause sa gestion de la venue en France du dirigeant de l'Organisation de libération de la Palestine (OLP) Georges Habache.

## Contexte
La France a accueilli au cours de la deuxième moitié du XXe siècle plusieurs dirigeants palestiniens au nom de l'internationalisme de la Croix-Rouge, en demandant l'autorisation préalable du ministère de l'Europe et des Affaires étrangères.
Le siège de la Croix-Rouge française, à Paris, est contacté le lundi 27 janvier 1992, en fin d'après-midi, pour annoncer que Georges Habache, un militant palestinien qui a fondé le Front populaire de libération de la Palestine, a été victime d'un malaise après être tombé dans les escaliers et souhaite être hospitalisé à Paris pour bénéficier de son service de neurochirurgie. Le responsable des relations internationales de la Croix-Rouge, l'ancien diplomate Jean-Pierre Cabouat, accepte qu'Habache soit soigné par la Croix-Rouge, mais contacte le ministère compétent pour obtenir son aval politique.
Deux heures plus tard, le Secrétaire général du ministère des Affaires étrangères, François Scheer, informe le cabinet du Ministre des Affaires étrangères. Le directeur de cabinet de Roland Dumas, Bernard Kessedjian, donne son feu vert également. Mais il doit également transmettre l'information à son homologue de l'Intérieur, Christian Vigouroux, qui valide à son tour la venue d'Habache, sans en parler à son ministre. Il s'occupe de la vérification de l'identité de ses accompagnateurs avec les services de police, et charge le cabinet de s'assurer que la police soit sur place lors de l'atterrissage pour prendre en charge la sécurité de l'individu.
Le lendemain, Georgina Dufoix, présidente de la Croix-Rouge français et chargée de mission à l’Élysée, donne son aval à condition qu'Habache ait légalement le droit d'être en France sans être poursuivi judiciairement. Il faut donc que l'Intérieur et le Quai d'Orsay vérifient qu'il n'y ait aucun mandat d'arrêt à son encontre. Cela est fait dans les heures qui suivent. La DGSE est consultée, et confirme qu'Habache n'est impliqué dans aucune affaire judiciaire en France, bien que l'organisation qu'il dirige soit impliquée dans une affaire datant de 1986 de création de caches d'armes à Fontainebleau.
Parce que toutes les communications et feux verts sont passés par les directeurs de cabinet des ministères et leurs administrations centrales, aucun ministre n'est au courant de la venue de Georges Habache lorsque celui-ci atterrit à l'Aéroport du Bourget le 29 janvier. Le Ministre de l'Intérieur, Philippe Marchand, n'apprend sa venue qu'une demi-heure après que l'avion de l'intéressé a décollé de Tunis. Le cabinet du ministre se décharge de toute responsabilité sur le Quai d'Orsay. Le Premier ministre Édith Cresson n'est prévenu qu'à 22h, soit plus de trente minutes après l'arrivée d'Habache à l'hôpital, et alors que les chaînes de télévision l'ont filmé descendant de son avion.

## La crise politique

### Crise interne
La venue d'Habache est considérée en interne comme une faille de communication entre les services du gouvernement, ce que le rapport de 1992 du Sénat confirmera après audition des individus impliqués. 
Edith Cresson appelle dans la soirée Hubert Védrine, de garde à l'Elysée en l'absence du président Mitterrand, pour savoir s'il est au courant et s'il a validé l'opération. Le secrétariat de l'Elysée prétexte que Védrine est parti faire des courses avec sa femme puis est allé au restaurant. Védrine n'est mis au courant de l'affaire que grâce à un appel d'Ibrahim Souss, secrétaire de l'OLP à Paris. Il appelle alors la délégation présidentielle, qui se trouve au Sultanat d'Oman, mais le directeur de cabinet du président, Gilles Ménage, hésite à prévenir le président. Son raisonnement est qu'il devait forcément être au courant, car le ministre des Affaires étrangères Roland Dumas, ainsi que le directeur Afrique du Quai d'Orsay, Pierre Lafrance, étaient avec lui en déplacement. Le président de la République n'apprend donc que le 30 janvier la situation à Paris.
Cette situation témoigne d'un manque de coordination et de clarté au sein de l'équipe gouvernementale. Georgina Dufoix n'a pas été en contact avec la cellule diplomatique de l'Elysée, et aucun directeur de cabinet n'a prévenu son ministre. Parce que la décision de la Croix-Rouge avait été prise par Dufoix, qui était chargée de mission à l'Elysée, chacun avait cru le président au courant.
Aussi, la Direction de la Surveillance du territoire, par son directeur Jacques Fournet, passe par-dessus le travail effectué par la DGSE en amont et apprend que l'affaire de 1986 sur les armes cachées à Fontainebleau est un motif suffisant pour que la justice décide d'auditionner Habache. Le juge d'instruction Jean-Louis Bruguière se rend donc à l'hôpital pour auditionner Habache, à qui on avait pourtant assuré qu'il ne tomberait pas sous le coup de la justice française.

### Opinion publique et réaction de l'opposition
Le président Mitterrand est contraint d'éclaircir l'affaire lors d'une conférence de presse au sultanat. Mettant en avant l'absence d'urgence dans le traitement d'Habache, que les caméras ont filmé en train de sortir lui-même de son avion, ainsi que le soutien aux actions terroristes dont l'individu a fait preuve, il déclare que son séjour sera le plus bref possible.
Au même moment, l'opposition, constituée principalement du RPR et de l'Union pour la démocratie française, envoie des personnalités politiques à la radio et à la télévision pour commenter l'évènement. Charles Millon estime que le ministre Roland Dumas est sur le plan diplomatique « complice [...] avec les terroristes palestiniens », et Robert Pandraud déclare qu'accueillir Habache est le signe d'un « mépris total à l'égard des victimes de terrorisme ». Les revendications se multiplient : le ministre François Léotard exige la démission du ministre des Affaires étrangères, et Valéry Giscard d'Estaing, qui sent que la situation peut se retourner à son avantage, demande la tenue d'élections législatives anticipées.
Les journaux s'emparent de l'affaire dans la journée qui suit. L'Humanité, qui qualifie l'affaire de "ténébreuse", considère notamment qu'Habache n'aurait pas dû être placé en garde à vue par la DST, tandis que, dans Le Figaro, Thierry Desjardins estime qu'en accueillant un « malade », la France reste « fidèle à l'une des plus belles de [ses] traditions ». Libération et Le Parisien notent tous deux que le président de la République a été victime d'une erreur de communication.

## Conséquences de l'affaire

### Conséquences politiques
Dès son retour en France, le président Mitterrand limoge Georgina Dufoix, ainsi que François Scheer, Bernard Kessedjian et Christian Vigouroux. Cela provoque une tension momentanée entre l'Elysée et le Quai d'Orsay, car Scheer y était apprécié. Kessedjian est nommé dans les mois qui suivent ambassadeur de France en Algérie, et Scheer, ambassadeur de France en Allemagne. Edith Cresson demande à François Mitterrand de limoger Dumas et Marchand, ce qu'il refuse. Georgina Dufoix démissionne le 3 février de la Croix-Rouge à la demande du conseil d'administration de l'organisation.
Les retombées de l'affaire sont négatives pour le gouvernement et le président de la République, accusés d'amateurisme par la presse (Le Quotidien de Paris titre « Où est l'Etat ? »). Certains éditorialistes y voient la preuve de l'affaiblissement de l'autorité du président de la République. La motion de censure du RPR du 7 février échoue à obtenir la majorité (261 voix obtenues, au lieu des 289 nécessaires pour obtenir la majorité).

### Conséquences juridiques
Le juge Jean-Louis Bruguière annonce qu'Habache a été placé en garde à vue, dans sa chambre d'hôpital, pour être auditionné par les officiers de la DST. Il s'y rend lui-même le 31 janvier, mais les médecins affirment que le malade ne peut pas répondre correctement à une audition. Bruguière demande à deux médecins indépendants de confirmer cela, ce qui est fait. Dans l'impossibilité de recueillir de nouveaux éléments dans l'affaire de Fontainebleau, Bruguière lève la garde à vue, se faisant un allié objectif du gouvernement, qui espérait une telle fin qui permette de faire retomber l'affaire. Si Bruguière affirmait avoir pris cette décision « sans états d'âme » du fait de l'impossibilité d'auditionner Habache, une enquête de Pierre Favier et Michel Martin-Roland a montré que le juge avait eu plusieurs contacts avec le gouvernement, dont le préfet Barbot, qui avait été chargé par Edith Cresson d'organiser au plus vite le départ d'Habache.